# Brigita Čolić
Brigita Čolić hrvatska je spisateljica srpsko-njemačkog porijekla, edukatorica, govornica i autorica koncepta "Modern (Open) Society With Traditional Roots", zagovornica promicanja ljudskih prava i političke elokvencije s naglaskom i na globalne financijske ekspertize i ulaganja.       
Članica je IANLCP (Međunarodnog udruženja za neurolognvističko programiranje i coaching).    
Osnivačica je i urednica nekoliko blogova.    
Autorica je više od 30 objavljenih knjiga.     

## Formalno obrazovanje
Završila je Medicinski fakultet u Splitu i Experta Poslovno Učilište, smjerovi politički menadžment (MPM) i zdravstveni menadžment (MZ).

## Vanjske poveznice
- Modern (Open) Society With Traditional Roots  Arhivirana inačica izvorne stranice od 26. travnja 2021. (Wayback Machine) - službena stranica autorskog koncepta "Modern (Open) Society With Traditional Roots"
- IANLCP  Arhivirana inačica izvorne stranice od 17. siječnja 2022. (Wayback Machine)  - Međunarodno udruženje za neurolognvističko programiranje i coaching